# ディズニー・アニマル・キングダム・ロッジ
ディズニー・アニマル・キングダム・ロッジ（Disney's Animal Kingdom Lodge）は、アメリカのフロリダ州､ウォルト・ディズニー・ワールド・リゾートにあるディズニーホテル。
ディズニー・アニマル・キングダムに近く、テラスからは、サバンナで暮らす約30種の動物を見ることが出来る。

## 客室

### 客室設備
- ボイスメール
- ヘアードライヤー
- テレビ
- AM/FMラジオ
- 目覚まし時計
- ディズニーチャンネル
- 冷蔵庫
- コーヒーメーカー
- アイロン/アイロン台
- セーフティボックス
- バルコニー/パテオ
- 高速インターネット・アクセス

### アメニティ
- シャンプー・コンディショナー
- ローション
- 石鹸
- 洗顔石鹸
- シャワーキャップ

### 面積
- 32㎡

## 施設

### 飲食施設
ジーコ：クッキングプレース
メインレストラン。アフリカ料理の店。
ボーマ：フレーバーズ・オブ・アフリカ
ビュッフェレストラン。アフリカ各国の名物料理を店。
マーラ
ファーストフード・レストラン
ビクトリア・フォールズ
ラウンジ。昼はコーヒー・紅茶、夜はカクテルが楽しめる。
ケープタウン・ラウンジ＆ワインバー
プールバー

### 商業施設
ザワディ・マーケット・プレイス
アフリカ直送のギフトグッズが買える。

### 娯楽施設
- プール
1カ所
- ゴルフ場
- シンバ・クラブハウス
キッズルーム
- ゲームルーム
1カ所
- ハクナマタタ・プレイグラウンド
プレイグラウンド
- フィットネスルーム
6:00〜21:00
- サウナ
- ジョギング・コース
- アクティビティ
アニマル・プログラム

## パークへのアクセス
- マジック・キングダムバスで20分
- ディズニー・アニマル・キングダムバスで5分
- ディズニー・ハリウッド・スタジオバスで15分
- エプコットバスで20分